# Euphyllodromia fernandezi
Euphyllodromia fernandezi är en kackerlacksart som beskrevs av Ramirez-Pérez 1993. Euphyllodromia fernandezi ingår i släktet Euphyllodromia och familjen småkackerlackor.
Artens utbredningsområde är Venezuela. Inga underarter finns listade i Catalogue of Life.